# 路易斯一世 (西班牙)
路易斯一世（西班牙語：Luis I），全名路易斯·费利佩·费尔南多·何塞·德·波旁-薩伏依（Luis Felipe Fernando José de Borbón y Saboya），1707年8月25日—1724年8月31日），西班牙国王費利佩五世的长子，母亲为費利佩的第一任王后、薩伏依公主瑪麗亞·路易莎·加布里埃拉。1724年1月继位为西班牙国王，在位仅7个月即驾崩，是在位最短的君主之一。路易斯更加关注北美的殖民地，而不是失去的意大利领土。

## 西班牙王子（1707–1709年）
1707年8月25日，路易斯生于马德里的善隐宫，以路易斯·费利佩之名受洗。他的名字源于曾祖父法兰西国王路易十四。

## 阿斯图里亚斯亲王（1709–1721年）

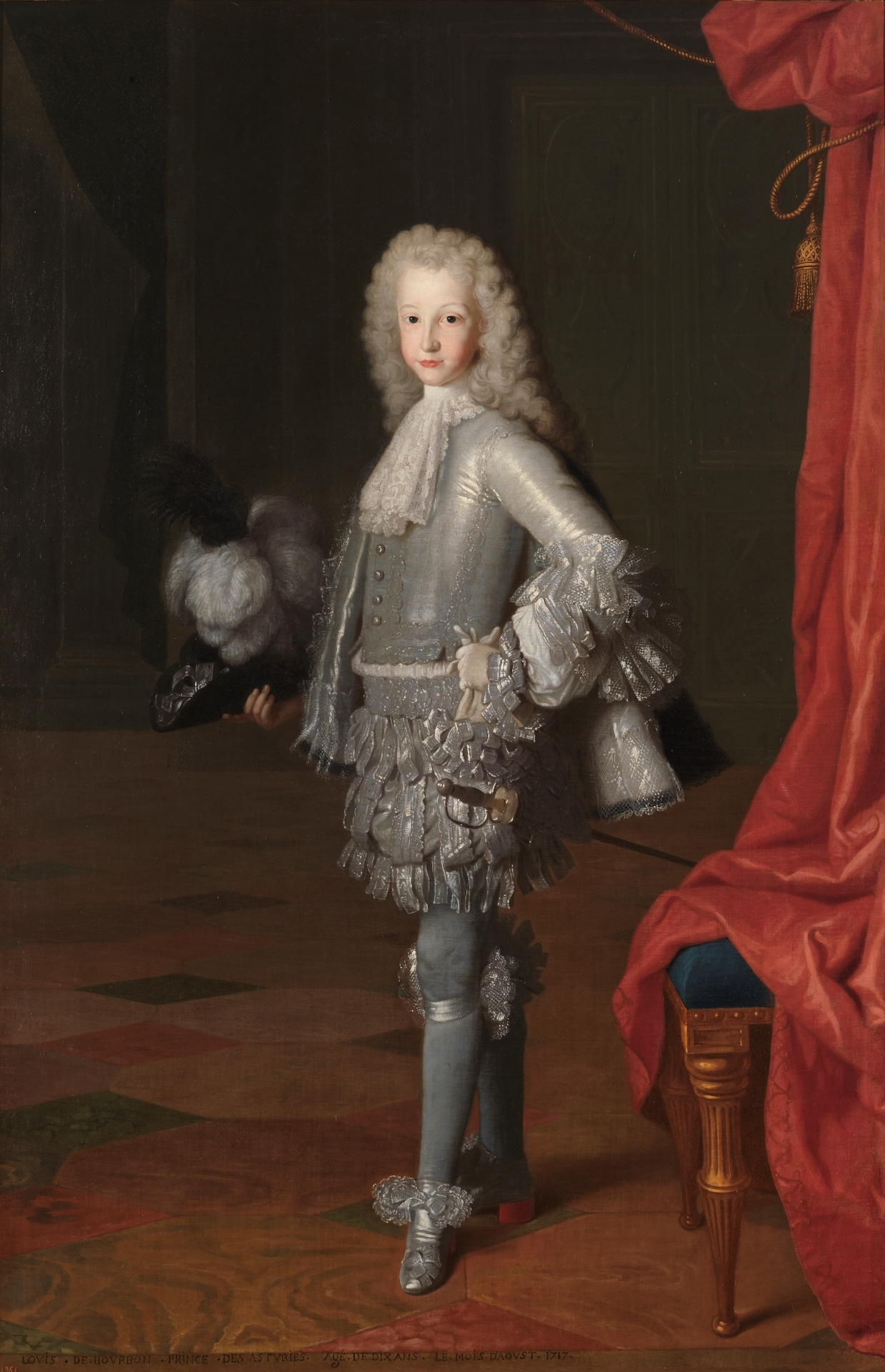
10岁的路易斯王子（1717年）

路易斯作为费利佩五世的长子而成为王位法定继承人，但直到1709年4月才按传统受封为阿斯图里亚斯亲王。在1714年他7岁时，母亲就去世了，遗下他和两个弟弟费利佩王子和费尔南多王子。1714年12月24日，费利佩五世娶帕尔马和皮亚琴察公国年轻的女继承人伊麗莎白·法尔内塞为新王后。

## 婚姻（1722年）
因为不仅仅是广大的西班牙帝国的继承人，更是新的西班牙波旁王朝的继承人，王室决定尽早为路易斯娶亲。1722年1月20日，路易斯在莱尔马和法国摄政奥尔良公爵菲利普二世之女奧爾良的路易絲·伊麗莎白见面，并娶她为妻。她也是费利佩五世的堂姑，比他年轻2岁。他14岁，她12岁。路易丝·伊丽莎白的嫁妆高达400万里弗。

## 西班牙国王（1724年）
从父王费利佩五世禪位予他（1724年1月14日）到其駕崩于天花，路易斯在位僅僅七個月。父王费利佩给路易斯写了一封信，講述退位的决定，並称儿子为「伟大的国王」。路易斯谦逊地回信致谢，并自稱「阿斯圖里亞斯親王」。但登基之後，父王在圣伊尔德方索一直监视着他。为了对抗父王的影响，路易斯周围排除了效力过父王的老臣。
路易斯的婚姻问题在他在位的時間占主导地位。路易斯的王后路易絲·伊丽莎白不能适应西班牙宫廷生活，经常拒绝和路易斯说话，且屡有不合禮儀的行为。路易斯写信给父王：“我除了把她关起来以外，没有其他解决方案，她的麻烦一直在增加。”果然将她关进了修道院。路易絲痛哭並写信给路易斯请求原谅，路易斯也感到抱歉并释放了她。兩人重歸於好，路易斯得了天花之後，路易絲不顾被传染的危险照料他。
路易斯駕崩之後，葬於埃斯科里亚尔建筑群的皇家埃斯科里亚尔修道院地窖。其父王重祚，直至1746年驾崩。

## 外貌和性格
路易斯又高又瘦，一头金发。他被认为没有吸引力，他和外祖父萨伏伊的维托里奥·阿梅迪奥二世之间的相似之处值得注意。除此之外，路易斯的手臂很无力，这突出了他的娇嫩。
关于路易斯的性格，人们知之甚少。根据圣费利佩侯爵比森特·巴卡亚尔的说法，他非常自由、宽宏大量，让人们在他身边感到舒适。然而，无论是他作为国王的自由，还是世俗主义，都没有掩盖他强烈的宗教信仰。据称，其他同时代的人指出，路易斯继承了父亲的智慧和魅力，继承了母亲的道德和顺从。

## 性
除了这些属性之外，许多人认为路易斯也继承了父亲的性魅力。他据说本来是双性恋者，由一位来自凡尔赛宫的仆人发起这种行为。历史学家认为，路易斯有恋童癖的名声的仆人拉科特被送到西班牙王室宫廷去勾引众所周知阳痿的王子。W. 克拉克写道：这位西班牙继承人在他所举办的派对上，对男孩和女孩一样着迷，与两性都玩色情游戏；马德里街头唱着一首关于路易斯性生活的歌：像他的母亲一样凶猛，像他的父亲一样淫荡，像他的继母一样热情，恋童癖的色情狂。

## 资源
- Danvila, Alfonso. El reinado relámpago, Luis I y Luisa Isabel de Orleáns, 1707-1724. Madrid: Espasa-Calpe, 1952. Reprinted as Luis I y Luisa Isabel de Orleans: el reinado relámpago. Madrid: Alderabán, 1997.
- Martín, Ricardo Martín Tobías; Cuervo, Ignacio. . Barcelona: Salvat. 1998. ISBN 84-345-9913-9. OCLC 432782119 （西班牙语）.
- González Cremona, Juan Manuel. . Barcelona: Plaza & Janés Editores. 1998. ISBN 84-01-55014-9. OCLC 44057661 （西班牙语）.
- Vidal Sales, José Antonio. . Barcelona, España: Planeta. 1994. ISBN 84-08-01139-1. OCLC 31314142 （西班牙语）.